# Gewässersystem Annaburger Heide südöstlich Jessen
Das Gewässersystem Annaburger Heide südöstlich Jessen ist ein FFH-Gebiet in den Städten Annaburg und Jessen (Elster) im Landkreis Wittenberg in Sachsen-Anhalt.

## Allgemeines
Das FFH-Gebiet ist circa 63 Hektar groß und umfasst weiterhin linienhafte Teile mit einer Gesamtlänge von circa 279 km (beim Bundesamt für Naturschutz ist die Größe des FFH-Gebietes mit 337 Hektar angegeben). Das Gebiet grenzt im Osten an die FFH-Gebiete „Alte Elster und Rohrbornwiesen bei Premsendorf“ und „Fluten von Arnsnesta“, die als Naturschutzgebiete „Alte Elster und Rohrbornwiesen“ bzw. „Elsteraue bei Arnsnesta“ ausgewiesen sind, im Südosten an das FFH-Gebiet „Annaburger Heide“, das sich mit dem EU-Vogelschutzgebiet „Vogelschutzgebiet Annaburger Heide“ überlagert, im Norden an die FFH-Gebiete „Kuhlache und Elsteraue bei Jessen“ und „Schweinitzer Fließ“, die hier als Naturschutzgebiet „Schwarze Elster-Kuhlache“ ausgewiesen sind, und im Nordwesten an das FFH-Gebiet „Untere Schwarze Elster“ und das EU-Vogelschutzgebiet „Mündungsgebiet der Schwarzen Elster“, die hier als Naturschutzgebiet „Untere Schwarze Elster“ ausgewiesen sind. Im Südosten überlagert es sich mit dem EU-Vogelschutzgebiet „Vogelschutzgebiet Annaburger Heide“ sowie kleinflächig mit dem Landschaftsschutzgebiet „Thiergarten Annaburg“ und im Norden kleinflächig mit dem Naturschutzgebiet „Schwarze Elster-Kuhlache“. Weiterhin überlagert es sich mit dem Naturdenkmal „Hammer-Luch bei Löben“. Das FFH-Gebiet ist durch die Landesverordnung zur Unterschutzstellung der Natura 2000-Gebiete im Land Sachsen-Anhalt (N2000-LVO LSA) seit dem 21. Dezember 2018 rechtlich gesichert. Zuständige untere Naturschutzbehörde ist der Landkreis Wittenberg.

## Beschreibung
Das FFH-Gebiet liegt in etwa zwischen Herzberg (Elster) und Jessen (Elster). Es besteht aus 69 Teilbereichen und umfasst ein ausgedehntes Netz aus künstlich angelegten Gräben, grabenartig ausgebauten Bächen, Teile der Schwarzen Elster sowie zahlreiche ihrer Altarme sowie anderer Stillgewässer in der Annaburger Heide und der Niederung der Schwarzen Elster. Der äußerste Nordwesten des FFH-Gebietes reicht bei Jessen (Elster) in das Biosphärenreservat Mittelelbe hinein.
In den Gräben und Fließen sowie der Schwarzen Elster siedelt Wasservegetation unter anderem aus Einfachem Igelkolben und Pfeilkraut sowie Ährigem und Quirligem Tausendblatt, Flutender Binse, Schwingelschilf und Seekanne. Insbesondere in der Schwarzen Elster ist auch Knotenlaichkraut zu finden, das hier teilweise Massenbestände bildet. Die infolge von Eindeichungen der Schwarzen Elster von ihr abgetrennten Altwasser haben Stillgewässercharakter. Hier siedeln beispielsweise Froschbiss, Krebsschere, Gewöhnlicher Schwimmfarn, Kleine Wasserlinse, Ähriges Tausendblatt und Gewöhnlicher Wasserhahnenfuß. Die Uferbereiche der Gewässer werden vielfach von Uferröhrichten und feuchten Hochstaudenfluren eingenommen. Die Hochstudenfluren bestehen vielfach aus Grasfluren mit Rohrglanzgras, die mit Gewöhnlichem Blutweiderich, Gewöhnlichem Gilbweiderich, Zottigem Weidenröschen, Echtem Mädesüß, Großer Brennnessel, Zaunwinde und Nesselseide durchsetzt sind. Teilweise im FFH-Gebiet vorkommende Grünländer sind als artenarme Brenndolden-Auenwiesen und Mähwiesen ausgebildet. Die Brenndolden-Auenwiesen werden von Gewöhnlicher Brenndolde und Großem Wiesenknopf sowie Wiesenlabkraut, Scharfem Hahnenfuß, Wiesenglockenblume, Wiesenflockenblume, Kümmelblättriger Silge und teilweise auch Wassergreiskraut, Kuckuckslichtnelke, Sumpfsternmiere und Sumpfhornklee gebildet. In Senken siedelt auch Braunes Zypergras. Die Mähwiesen werden von Gräsern wie Wiesenfuchsschwanz, Wolligem Honiggras und Rohrglanzgras gebildet. Dazu gesellen sich Glatthafer, Rasenschmiele, Wiesenrispengras, Gewöhnliches Rispengras sowie unter anderem Wiesenlabkraut, Scharfer Hahnenfuß, Wiesenglockenblume, Wiesenschaumkraut, Wiesenglockenblume, Kümmelblättrige Silge und Gamanderehrenpreis.
Das Gebiet ist Lebensraum für Biber und Fischotter, wobei der Fischotter insbesondere an der Schwarzen Elster anzutreffen ist. Das Gebiet beherbergt Vorkommen der Amphibien Moorfrosch, Knoblauchkröte, Wechselkröte und einzelne Kammmolche. Das Grabensystem dient der Entwässerung landwirtschaftlicher Nutzflächen und wird daher regelmäßig unterhalten. Es ist daher kein wichtiger Lebensraum für Fische.